# Gracia Olayo
Gracia Olayo (Madrid, 19 agosto 1957) è un'attrice spagnola.

## Biografia
Attrice di teatro, cinema e televisione, Olayo è nata a Madrid il 19 agosto 1957 in una famiglia di 19 fratelli. Tra le sue partecipazioni più note si annoverano Historias de la puta mili (1994), El efecto mariposa (1995), Perdona bonita, pero Lucas me quería a mí (1997), 800 balas (2002), Los novios búlgaros (2004) e Crimen perfecto - Finché morte non li separi (2004). Nel 2018, Olayo ha recitato accanto a Pedro Casablanc, interpretando il ruolo dei genitori adottivi del protagonista della commedia di supereroi Superlópez. Successivamente, Olayo si è unita alla seconda stagione della serie Il vicino (El Vecino), un'altra commedia di supereroi, nei panni del sindaco di Madrid, ossessionato all'idea di portare le Olimpiadi estive in città.

## Filmografia parziale

### Cinema
- Perché chiamarlo amore quando è solo sesso? (¿Por qué lo llaman amor cuando quieren decir sexo?), regia di Manuel Gómez Pereira (1993)
- Todos los hombres sois iguales, regia di Manuel Gómez Pereira (1994)
- El efecto mariposa, regia di Fernando Colomo (1995)
- Perdona bonita, pero Lucas me quería a mí, regia di Dunia Ayaso e Félix Sabroso (1997)
- Los novios búlgaros, regia di Eloy de la Iglesia (2002)
- 800 balas, regia di Álex de la Iglesia (2002)
- Crimen perfecto - Finché morte non li separi (Crimen ferpecto), regia di Álex de la Iglesia (2004)
- La stanza del bambino (La habitación del niño), regia di Álex de la Iglesia (2006)
- Ballata dell'odio e dell'amore (Balada triste de trompeta), regia di Álex de la Iglesia (2010)

### Televisione
- Il vicino (El Vecino) - serie TV (2021)
- Los protegidos: El regreso - serie TV (2021)